# Михайлово (Ковернинський район, біля присілка Анисимово)
Михайлово (рос. Михайлово) — присілок в Ковернинському районі Нижньогородської області Російської Федерації.
Населення становить 47 осіб. Входить до складу муніципального утворення Хохломська сільрада.

## Історія
Від 2009 року входить до складу муніципального утворення Хохломська сільрада.

## Населення
1. Н/Д[2]